# Bradley Diallo
Bradley Diallo (Marsiglia, 20 luglio 1990) è un calciatore francese, difensore del Vimy.

## Carriera
Ha giocato nella massima serie dei campionati nordamericano (statunitense) e rumeno.